# Sara Banzet
Pour les articles homonymes, voir Banzet.
Sara Banzet (née le 8 juillet 1745 à Belmont et morte le 24 avril 1774 dans le même village) est l'inventrice du « poêle à tricoter », accueil de jeunes enfants qui préfigure l'école maternelle. Elle fut une collaboratrice du pasteur Oberlin, qui reprit et développa son initiative. 

## Enfance et formation

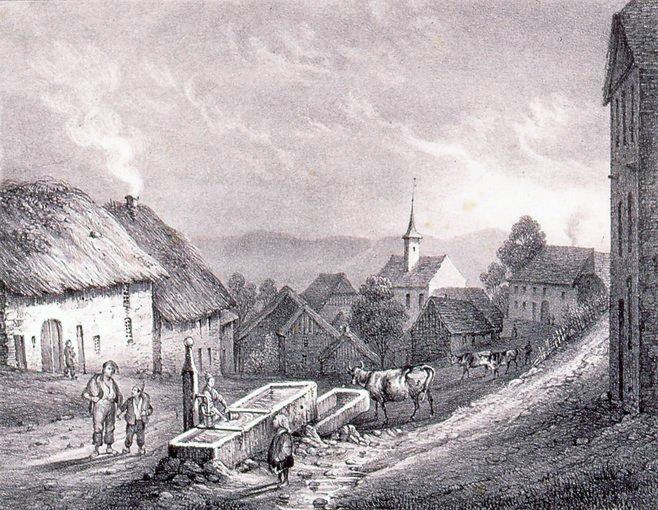
Belmont en 1837.

Sara Banzet naît en 1745 au village alsacien de Belmont, village de la seigneurie du Ban de la Roche, dans une famille de paysans. Servante de l’épouse du pasteur Jean Georges Stuber à Waldersbach, elle est le témoin des efforts de son maître pour améliorer la condition de ses paroissiens, en particulier au niveau de l’éducation.
Le Ban de la Roche est situé en moyenne montagne (Belmont est la commune la plus élevée de l'actuel département du Bas-Rhin) et l'agriculture y est particulièrement difficile au milieu du XVIIIe siècle, ce qui engendre une misère permanente, avec des  villages très isolés pendant les mois d'hiver. Pour améliorer les revenus locaux, Madame Stuber organise des cours de tricot pour les femmes et jeunes filles. C'est là que Sara Banzet apprend à tricoter.
La seule instruction primaire dispensée est celle d'instituteurs engagés par le pasteur. Sara a toutefois la chance que son enfance corresponde majoritairement aux années de ministère de Jean-Georges Stuber (1750-1754, puis 1760-1767), lui-même un pionnier de l'éducation, qui recrute des instituteurs compétents (dont Jacques Claude, lointain cousin de Sara) et améliore les performances de l'étude de la lecture grâce à son Alphabet méthodique.
Le pasteur a aussi créé pour ses paroissiens une petite bibliothèque de prêt, mettant à disposition une centaine de livres.

## L’inventrice de l’école maternelle

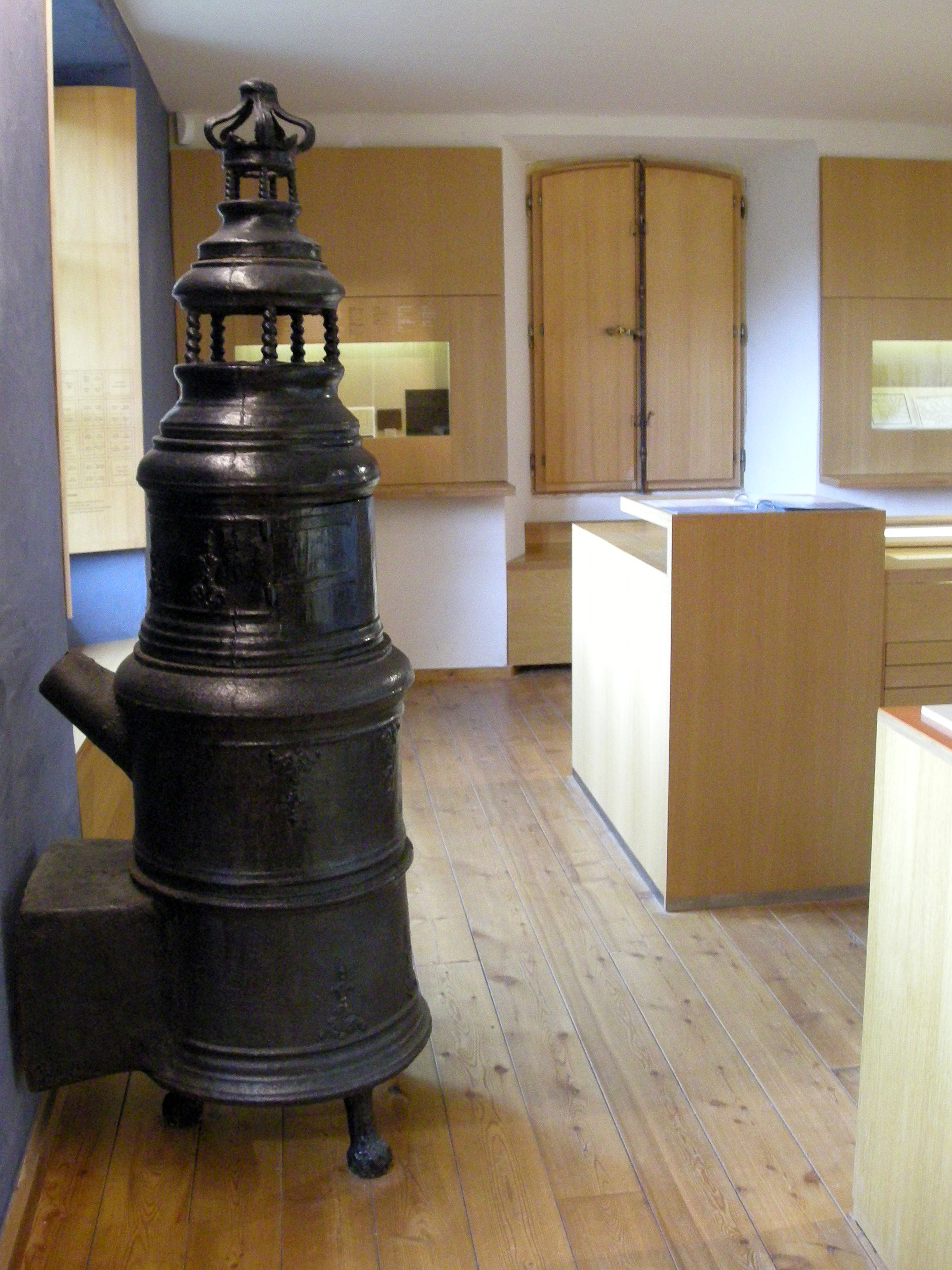
L'ancien poêle, aujourd'hui dans le musée Jean-Frédéric Oberlin.

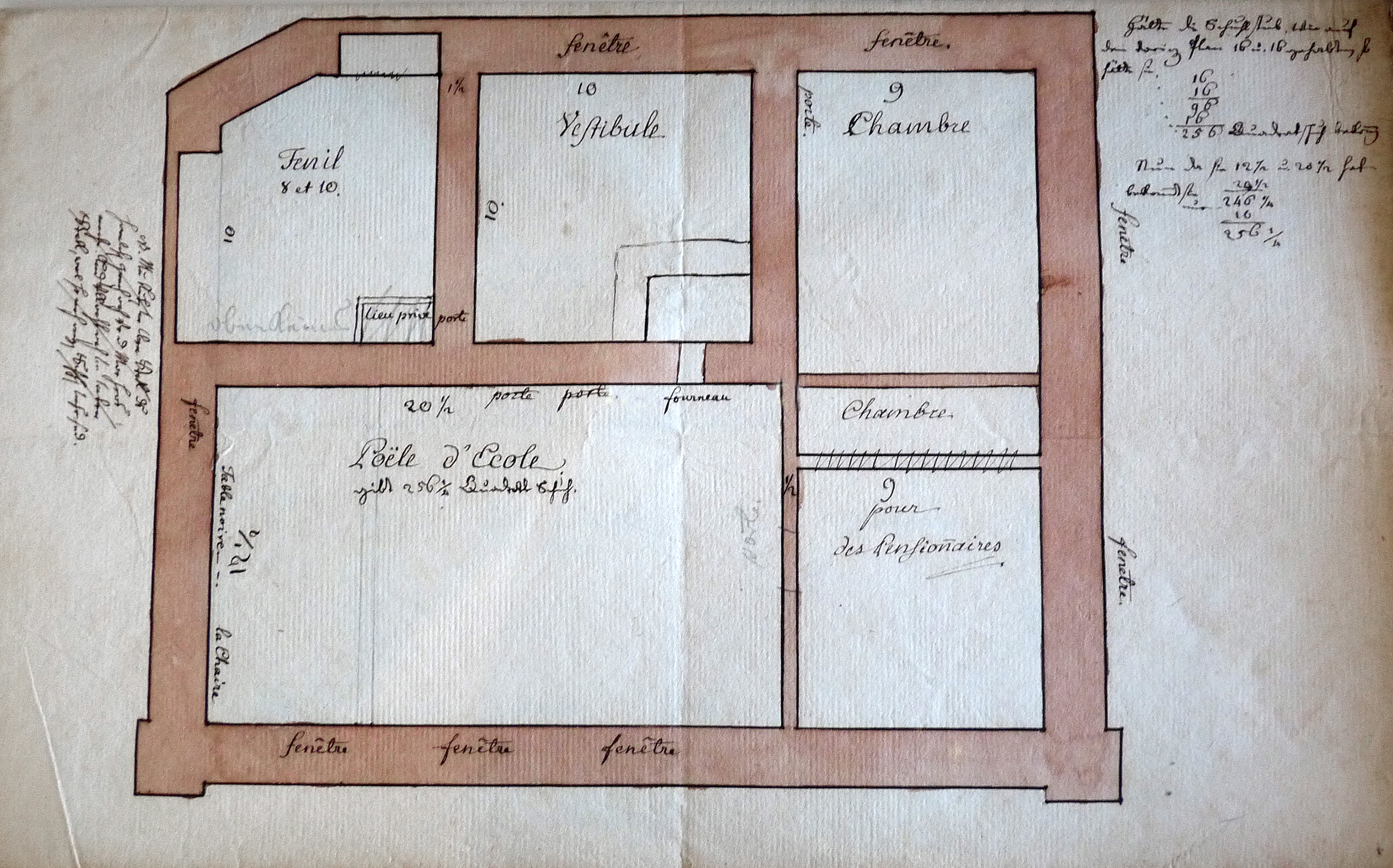
Plan de la maison-école de Belmont, dressé par le pasteur Oberlin, avec la localisation du poêle.

Le pasteur Stuber a fait beaucoup pour l’éducation en général, mais c’est Sara Banzet elle-même qui, à la suite d'une suggestion formulée par Jean-Frédéric Oberlin à Jean-Georges Stuber, à l'automne 1766, à propos du rôle que pourraient jouer les femmes dans l'enseignement aux tout petits, prend, au printemps 1767, l’initiative de réunir autour d’elle à Belmont de très jeunes enfants, et de leur donner un enseignement adapté à leur âge : chansons, mots nouveaux, observation des plantes, histoires tirées de la Bible. On apprend en tricotant dans la seule salle chauffée de sa maison, appelée le « poêle » en langage local. Ceux des enfants qui le peuvent apportent une bûche. Le « poêle à tricoter » de la jeune femme est donc la première école maternelle. Sara Banzet en est la véritable inventrice, même si son initiative est ensuite approuvée et soutenue, tant par le pasteur Stuber que par le pasteur Jean-Frédéric Oberlin, qui lui succède en cette même année 1767.
Apprenant que Sara Banzet enseigne le tricot aux enfants de son village, dès 1769, le pasteur Oberlin loue des locaux pour accueillir les enfants et engage deux nouvelles « conductrices de la tendre jeunesse », Louise Scheppler et Anne-Catherine Gagnière. Sara Banzet qui les encadre officie bénévolement au début, puis, pour amadouer son père qui se plaint qu'elle perd son temps, Jean-Frédéric Oberlin l'engage officiellement avec une petite rémunération.
Les « poêles à tricoter », qui apportent un enseignement précoce aux enfants tout en permettant à leurs mères de gagner leur vie, deviennent un élément fondamental de l’œuvre pédagogique, sociale et humaine du pasteur Oberlin. 
Sara Banzet, dont il n'existe aucune représentation, meurt à l'âge de 28 ans en 1774.

## Dans la littérature
La vie et l'œuvre de Sara Banzet sont le sujet d'un roman d'Olympia Alberti, sous forme d'un journal fictif de l'héroïne.